# Okres Nowy Tomyśl
Okres Nowy Tomyśl (polsky Powiat nowotomyski) je okres v polském Velkopolském vojvodství. Rozlohu má 1011,67 km² a v roce 2019 zde žilo 75 543 obyvatel. Sídlem správy okresu je město Nowy Tomyśl.

## Gminy
Městsko-vesnické:
- Lwówek
- Nowy Tomyśl
- Opalenica
- Zbąszyń

Vesnické:
- Kuślin
- Miedzichowo

## Města
- Lwówek
- Nowy Tomyśl
- Opalenica
- Zbąszyń

## Sousední okresy
| Růžice kompasu | Międzyrzecz  | Międzychód        | Szamotuły             | Růžice kompasu |
| Růžice kompasu | Świebodzin   | Sever             | Poznaň                | Růžice kompasu |
| Růžice kompasu | Świebodzin   | Okres Nowy Tomyśl | Poznaň                | Růžice kompasu |
| Růžice kompasu | Świebodzin   | Jih               | Poznaň                | Růžice kompasu |
| Růžice kompasu | Zielona Góra | Wolsztyn          | Grodzisk Wielkopolski | Růžice kompasu |